# An Viễn, Cám Châu
An Viễn (tiếng Trung: 安远县, Hán Việt: An Viễn huyện) là một huyện của địa cấp thị Cám Châu (赣州市), tỉnh Giang Tây, Cộng hòa Nhân dân Trung Hoa. Huyện này có diện tích 479 km2, dân số năm 2003 là 546.000 người. 

## Hành chính
An Viễn được chia ra làm 18 đơn vị hành chính cấp hương, gồm 8 trấn và 10 hương. Ngoài ra huyện này còn quản lí 1 đơn vị tương đương cấp hương khác
- Trấn: Hân Sơn (欣山镇), Khổng Điền (孔田镇), Bản Thạch (版石镇), Thiên Tâm (天心镇), Long Bố (龙布镇), Hạc Tử (鹤子镇), Tam Bách Sơn (三百山镇), Xa Đầu (车头镇)
- Hương: Trấn Cương (镇岗乡), Phượng Sơn (凤山乡), Tân Long (新龙乡), Thái Phường (蔡坊乡), Trọng Thạch (重石乡), Trường Sa (长沙乡), Phù Tra (浮槎乡), Song Nguyên (双芫乡), Đường Thôn (塘村乡), Cao Vân Sơn (高云山乡)

Đơn vị ngang cấp hương khác
- Khu công nghiệp Cửu Long (九龙工业园)